# Heart and soul (boxset van Joy Division)
Heart and soul is een boxset met bijna alle tracks van Joy Division. Het bestaat uit 4 cd's waarvan de eerste twee de studiotracks van Joy Division bevatten. Hierop staan onder meer alle tracks van de twee studioplaten Unknown Pleasures en Closer. De 2 laatste cd's bevatten zeldzame demo-opnames en live opnames, waarvan er velen nog niet eerder uitgegeven waren. Alle tracks zijn digitaal geremasterd.

## Tracks
Alle tracks zijn geschreven door Joy Division.

### Disc 1
1. "Digital" – 2:53
2. "Glass" – 3:56
3. "Disorder" – 3:31
4. "Day of the Lords" – 4:49
5. "Candidate" – 3:05
6. "Insight" – 4:28
7. "New Dawn Fades" – 4:48
8. "She's Lost Control" – 3:56
9. "Shadowplay" – 3:55
10. "Wilderness" – 2:38
11. "Interzone" – 2:16
12. "I Remember Nothing" – 5:56
13. "Ice Age" – 2:25
14. "Exercise One" – 3:08
15. "Transmission" – 3:37
16. "Novelty" – 4:01
17. "The Kill" – 2:16
18. "The Only Mistake" – 4:19
19. "Something Must Break" – 2:53
20. "Autosuggestion" – 6:10
21. "From Safety to Where...?" – 2:27

### Disc 2
1. "She's Lost Control" (12") – 4:57
2. "Sound of Music" – 3:55
3. "Atmosphere" – 4:11
4. "Dead Souls" – 4:57
5. "Komakino" – 3:54
6. "Incubation" – 2:52
7. "Atrocity Exhibition" – 6:05
8. "Isolation" – 2:52
9. "Passover" – 4:46
10. "Colony" – 3:55
11. "A Means to an End" – 4:07
12. "Heart and soul" – 5:51
13. "Twenty Four Hours" – 4:26
14. "The Eternal" – 6:07
15. "Decades" – 6:13
16. "Love Will Tear Us Apart" – 3:27
17. "These Days" – 3:26

### Disc 3
1. "Warsaw" – 2:26
2. "No Love Lost" – 3:42
3. "Leaders of Men" – 2:34
4. "Failures" – 3:44
5. "The Drawback" – 1:46
6. "Interzone" – 2:11
7. "Shadowplay" – 4:10
8. "Exercise One" – 2:28
9. "Insight" – 4:05
10. "Glass" – 3:29
11. "Transmission" – 3:51
12. "Dead Souls" – 4:55
13. "Something Must Break" – 2:53
14. "Ice Age" – 2:36
15. "Walked in Line" – 2:46
16. "These Days" – 3:27
17. "Candidate" – 1:57
18. "The Only Mistake" - 3:43
19. "Chance (Atmosphere)" – 4:54
20. "Love Will Tear Us Apart" – 3:22
21. "Colony" – 4:03
22. "As You Said" – 2:01
23. "Ceremony" – 4:57
24. "In a Lonely Place (Detail)" – 2:26

### Disc 4
1. "Dead Souls" (live) – 4:17
2. "The Only Mistake" (live) – 4:04
3. "Insight" (live July 13th 1979 at The Factory) – 3:48
4. "Candidate" (live July 13th 1979 at The Factory) – 2:03
5. "Wilderness" (live) – 2:27
6. "She's Lost Control" (live) – 3:38
7. "Disorder" (live July 13th 1979 at The Factory) – 3:12
8. "Interzone" (live) – 2:03
9. "Atrocity Exhibition" (live) – 5:52
10. "Novelty" (live) – 4:27
11. "Autosuggestion" (live) – 4:05
12. "I Remember Nothing" (live) – 5:53
13. "Colony" (live) – 3:53
14. "These Days" (live) – 3:38
15. "Incubation" (live) – 3:36
16. "The Eternal" (live) – 6:33
17. "Heart and soul" (live) – 4:56
18. "Isolation" (live) – 3:09
19. "She's Lost Control" (live) – 5:30

Ian Curtis · Peter Hook · Stephen Morris · Bernard Sumner